# Ги XVI де Лаваль
Ги XVI де Лаваль (фр. Guy XVI de Laval) или Николас де Лаваль-Монфор (фр. Nicolas de Laval-Montfort; 1 октября 1476 — 20 мая 1531) — сеньор де Ла Рош-Бернар с 1476, граф де Лаваль и барон де Витре с 1501, генерал-лейтенант и губернатор Бретани, капитан Ренна, адмирал Бретани, сын Жана де Лаваль, сеньора де Ла Рош-Бернар, и Жанны дю Перьер, баронессы де Квинтин, племянник графа Ги XV де Лаваля.

## Биография

### Происхождение и детские годы
Николас де Лаваль происходил из знатного бретонского рода Монфор-Лаваль, известного с X века. Его отец, Жан де Лаваль был вторым сыном графа Ги XIV де Лаваля от брака с Изабеллой Бретонской и младшим братом графа Ги XV де Лаваля. Он носил титулы сеньора де Ла Рош-Бернар, де Ла Рош-ан-Норт, д’Авогур, де Беффу, де Бель-Иль и дю Плесси-Раффэ, а также шателена де Ла Бретеш. Благодаря своим бракам Лавали находились в близком родстве как с герцогами Бретонскими, так и королями Франции. Военные конфликты между Лигой общественного блага и королём Франции Людовиком XI, оказались серьёзным испытанием для дома Лавалей, которые по своим владениям были вассалами как королей Франции, так и герцогов Бретонских. В отличие от старшего брата, который был сторонником короля Франции, Жан оставался верным бретонскому герцогу Франциску II. Благодаря этому Николас, сын Жана, позже пользовался благосклонностью герцогини Анны Бретонской, дочери и наследнице Франциска II.
Жан де Лаваль умер вскоре после рождения сына, 14 августа 1486 года. Его вдова, Жанна дю Перье, баронесса де Квинтин и дама дю Перье, в 1480 году упоминается как фрейлина герцогини Бретонской. В 1484 году она вышла замуж вторично за Пьера де Рогана (1456 — июль 1518), барона де Поншато, от этого брака родился один сын Кристоф, умерший раньше отца. Она умерла по одним сведениям не позднее 24 июня 1491, по другим — в 1504 или 1505 году. После смерти матери Николас унаследовал титулы барона де Квинтин, дю Перьер и де Ла Рош-д’Иле.
Поскольку в момент смерти отца Николас был младенцем, то он оказался под опекой сначала своего деда, графа Ги XIV де Лаваля, а после смерти того — дяди, графа Ги XV де Лаваля. Существует письмо Франсуа де Лесне, аббата монастыря Святой Екатерины в Лавале, опекуна Николас, адресованное его тете, Жанне де Лаваль, вдове титулярного короля Неаполя Рене Доброго, в котором просил помочь молодому оруженосцу, который в июне 1393 года отправился вместе с королём в поход.
После того как Анна Бретонская вышла замуж за короля Франции Людовика XI, Николас за своей госпожой последовал ко французскому двору.

### Первый брак
27 января 1499 года во Вьерзоне был заключён договор о браке между Николасом де Лавалем и принцессой Тарентской Шарлоттой Арагонской, дочерью короля Неаполя Федериго. Шарлотта была близкой родственницей короля Франции. Её отец, в то время неаполитанский принц, в 1478 женился на Анне Савойской, которая была дочерью герцога Амадея IX Савойского и Иоланды Французской, дочери короля Карла VII. После смерти Анны в 1480 году её брат, король Людовик XI, передал приданое Анны, включавшее аннуитет в 12 тысяч ливров, а также ряд владений (Вильфранш-ан-Руэрг, Вильнёв, Перюс, Рьёперу, Салветат, Монрозье, Ла Рок Буйяк, Флоньяк, Марсильяк-Валлон и Кассань-Комто), из которых было создано графство Вильфранш, Шарлотте. В то время как её отец вернулся в Неаполь, Шарлотта из-за наследства своей матери осталась воспитываться при французском дворе. После того как её отец в 1496 году стал королём Неаполя, Шарлотта, ставшая принцессой Таррентской, стала желанной невестой. По заключённому договору между королём Людовиком XII и папой Александром VI, Шарлотта должна была выйти замуж за Чезаре Борджиа, сына папы. Однако принцесса отказалась от предложенного брака, после чего возник проект брака Шарлотты с Николасом де Лавалем.
В 1500 году Николас сопровождал короля Людовика XII и Анну Бретонскую в Лион, где в честь них организовал рыцарский турнир. Сам он возглавлял партию королевы. Там же 20 июля в церкви Сен-Круа-де-Лион был заключён брак Николаса и Шарлотты.
Этот брак мог принести Николасу очень многое. Он породнился с Арагонским и Савойскими домами. Король Федериго обещал выплатить в качестве приданого 100 тысяч фунтов, в требуя в обмен гарантий признания прав своих наследников по мужской линии на неаполитанский трон. В случае же отсутствия наследников по мужской линии наследовать трон должна была Шарлотта. Однако летом 1501 года король Федериго, который понял, что не может противостоять королю Людовику XII и королю Арагона и Кастилии Фердинанду II Католику, которые в 1500 году заключили тайный договор о совместном завоевании Неаполя, сдался королю Людовику XII и остаток жизни провёл в почётном плену во Франции. Неаполитанское королевство было разделено между Францией и Испанией, а после поражения французов в битве при Гарильяно по мирному договору 1504 года вся территория Неаполитанского королевства перешла к Фердинанду II.
Шарлотта умерла 16 октября 1506 года. Она родила 3 сына и 2 дочери. Единственный переживший младенчество сын, Франсуа де Лаваль, погиб в битве при Бикокке в 1522 году. Потомки двух дочерей последовательно унаследовали владения Лавалей после смерти Ги XVII де Лаваля. Кроме того, потомки умершей в 1554 году Анны де Лаваль после смерти бездетного Фердинанда, герцога Калабрийского, единокровного брата Шарлотты, безрезультатно предъявляли права на титул короля Неаполя. Постфактум Анне де Лаваль присвоили титул княгини Тарентской, титул князей Тарентских носят её потомки, представители рода Ла Тремуй. 

### Граф де Лаваль
Поскольку единственный сын графа Ги XV де Лаваля от брака с Екатериной Алансонской умер в младенчестве, то его наследником 8 ноября 1494 года был признан его племянник Николас. В 1499 году Ги XV перенёс инсульт, после которого оказался парализован и недееспособен. После этого Николас попытался вступить в управление своим наследством, что привело к конфликту с Екатериной, женой графа, которая в итоге и управляла владениями мужа до его смерти. Ги XV умер в замке Лаваль 28 января 1501 года, после чего графом стал Николас, принявший имя Ги XVI. 
Владения, унаследованные Николасом, были обширны и богаты, и располагались в Бретани и Мэне. Кроме титула графа де Лаваль Николас унаследовал титулы виконта де Ренн, барона д’Акиньи, де Кревкер, де Гаэль, де Ла, де Тинтеньяк, де Бешерель, де Ромелье, де Лоеак, де Бреаль, шателена де де л‘Ордр и де Сен-Мишель. Однако из-за особенных условий, восходящих к обычаю Фландрии, который действовал в Гавре и был закреплён в брачном договоре между Ги XI де Лавалем и Беатрис Гаврской, племянник не мог унаследовать Гавр, если оставался в живых хотя бы один брат. В 1501 году был жив один из братьев Ги XV, Франсуа де Лаваль, барон де Шатобриан, поэтому именно он унаследовал Гавр, а не Николас.
После смерти первой жены Ги XVI принял участие в ряде военных походов короля Людовика XII. В 1507 году он участвовал в походи против Генуи. В 1513 году он сопровождал Людовика XII во Фландрию, где был в числе тех, кто отвечал за снабжение города Теруан. После разгрома французов в битве при Гингейте он смог бежать.
В 1508 году Ги принимал участие в реформе обычая Мэна — правовой системы графства Мэн. 7 октября 1508 года в Ле-Мане на встрече с комиссарами, посланными королём, участвовали 2 комиссара, посланных графом Ги.
В 1514 году умерла Анна Бретонская. Ги участвовал в похоронах своей госпожи, глашатай покойной герцогини посвятил ему следующие стихи:

Noble comte de Laval, de Quintin et de Montfort,

Illustre noblesse de long-temps a estymé,

Ouez comme la mort par son cruel effort

A prins la royne qui moult vous aymé :

Voyés la mort extresme, les pleurs et les plains

Que l'on a faict, tant par montz que par plains,

Soubs gros sanglotz de soupirs et de larmes :

Moy Bretaigne, son hérault et roy d'armes,

Plusieurs foiz, comme bien fais recors,

Vous veiz à l'enterrement de son noble corps :

Pour souvenir de vostre souveraine parente,

L'enterrement du corps et du cueur vous présente. 
В том же 1514 году Ги участвовал в праздничных торжествах и рыцарском турнире в Реймсе по поводу нового брака короля Людовика XII с Марией Английской.

### Ги при Франциске I
1 января 1515 года умер Людовик XII. Ему наследовал Франциск I, женатый на Клод, дочери Людовика XII и Анны Бретонской. Ги де Лаваль принимал участие в коронации Франциска I в Реймсе, а также в первом въезде в Париж. Новый король подтвердил все привилегии, пожалованные его предшественниками графам Лавалям. 2 марта 1515 года Ги де Лаваль участвовал в коронации королевы Клод, причём  он следовал сразу за принцами крови. Когда королева Клод изъявила желание, что по примеру своей матери хочет быть окруженной девочками из знатных домов, Ги послал ей своих дочерей Екатерину и Анну, которых сопровождал их брат Франсуа.
5 мая 1517 года Ги женился второй раз. Его избранницей стала Анна де Монморанси, сестра будущего коннетабля Франции Анна де Монморанси. Новую графиню Ги представил 17 июня того же года в Лавале и 18 июня в Витре. От этого брака родился единственный переживший отца сын Клод, который наследовал отцу под именем Ги XVII.
В 1524 году умерла королева Клод, жена Франциска I. Наследством Клод было герцогство Бретонское. Но, хотя с 1491 году Бретань фактически находилась в составе Франции на правах личной унии, говорить об интеграции Бретани в состав королевского домена было рано. Новым герцогом под именем Франциска III стал 6-летний дофин, старший сын Франциска I и Клод. Но управление Бретанью находилось в руках губернатора. После смерти в 1425 году губернатора Карла IV Алансонского, новым губернатором был назначен Ги XVI де Лаваль, который уже с 1424 года занимал должности генерал-лейтенанта Бретани и капитана Ренна.

### Последние годы и смерть
В 1525 году умерла вторая жена Ги, после чего уже в 1526 он женился третий раз — на Антуанетте де Дайон, старшей дочери Жака де Дайона, сеньора де Люд. Этот брак принёс ги земли в Л’Иль-Брюлон и Ла Кропте, а также 20 тысяч фунтов.
После заключения Камбрейского мира 1529 году Ги де Лаваль был вызван в Париж, где принял участие в турнирах и празднованиях по поводу брака короля Франциска I с Элеонорой Австрийской, старшей сестрой императора Карла V.
В 1531 году Ги охотился недалеко от своего имения Ла Гравель в Бретани, вовремя которой его ударила лошадь. От полученной раны он умер 30 мая. Его тело было отвезено в Лаваль, где и было похоронено в коллегиальной церкви Святого Тугаля. 

### Наследники
Наследовал Ги XVI его единственный выживший сын Клод, принявший имя Ги XVII. Поскольку он был малолетним, то его опекуном стал двоюродный брат его отца, Жан де Лаваль, барон де Шатобриан. Расточительность и пышная жизнь, которую вёл Ги XVI де Лаваль, а также его наследники, привели к серьёзным финансовым трудностям у Лавалей. 
Поскольку граф Ги XVII умер молодым, не оставив детей, то владения Лавалей последовательно наследовали потомки двух дочерей Ги XVI.

## Брак и дети
1-я жена: с 27 января 1500 года (Лион) Шарлотта Неаполитанская (1480 — 16 октября 1506), княгиня Тарентская, дочь короля Неаполя Федериго и Анны Савойской. Дети:
- Ги де Лаваль (ум. в младенчестве);
- Людовик де Лаваль (22 ноября 1501 — 21 марта 1502);
- Франсуа де Лаваль (30 апреля 1503 — 27 апреля 1522);
- Екатерина де Лаваль (1504—1526), дама де Ла Рош-Бернар; муж: с 11 ноября 1518 Клод I де Рьё (1497—1532), сеньор де Рьё. Их дочь Гийона унаследовала владения Лавалей после угасания дома Монфор-Лаваль.
- Анна де Лаваль (23 сентября 1505 — 1554), баронесса де Ла; муж: с 23 января 1523 Франсуа де Ла Тремуй (1505—1531), виконт де Туар. Их потомки унаследовали владения Лавалей после угасания дома Рьё-Лаваль.

2-я жена: с 5 мая 1517 Анна де Монморанси (ум. 1525), дочь Гильома де Монморанси, барона де Монморанси, и Анны де Пот, графини де Сен-Поль. Дети:
- Рене де Лаваль (23 августа 1519 — 11 октября 1519);
- Клод де Лаваль (14 февраля 1522 — 25 мая 1547), граф де Лаваль с 1531 (под именем Ги XVII де Лаваль);
- Маргарита де Лаваль (ок. 1523 — ?), дама дю Перьер;
- Анна де Лаваль (29 июня 1525 — после 1572), баронесса д’Акиньи и де Кревкер, дама де Сент-Маргерит; муж: с 16 февраля 1539 Людовик де Сюлли (ум. 1554/1559), сеньор де Ла Рош-Гийон.

3-я жена: с 26 августа 1526 Антуанетта де Дайон (ок. 1500 — 19 апреля 1538), дочь Жака де Дайон, сеньора дю Люд, и Жанны д’Улье. Дети:
- Франсуа де Лаваль (ум. 28 сентября 1530);
- Луиза де Лаваль (ум. в младенчестве);
- Шарлотта де Лаваль (ок. 1530 — 3 марта 1568), наследница Тинтеньяка; муж: с 16 июня 1547 Гаспар II де Колиньи (16 февраля 1519 — 24 августа 1572), сеньор де Шатильон с 1522, граф де Колиньи с 1559, адмирал Франции с 1552.

Также у Ги XVI был незаконнорожденный сын от Анны де Л’Эспинэ:
- Франсуа де Лаваль (4 января 1498 — 2 июля 1554), казначей коллегиальной церкви Сен-Мадлен в Витре, капелан в Сен-Жульен де Лавале, приор аббатства Святой Екатерины в Лавале, настоятель аббатств Нотр-Дам де Пемпон и Нотр-Дам дю Тронше в 1534, епископ Доля с 1528.